# Deuteronomion

Lady Lilith Dante Gabriela Rossettiego.

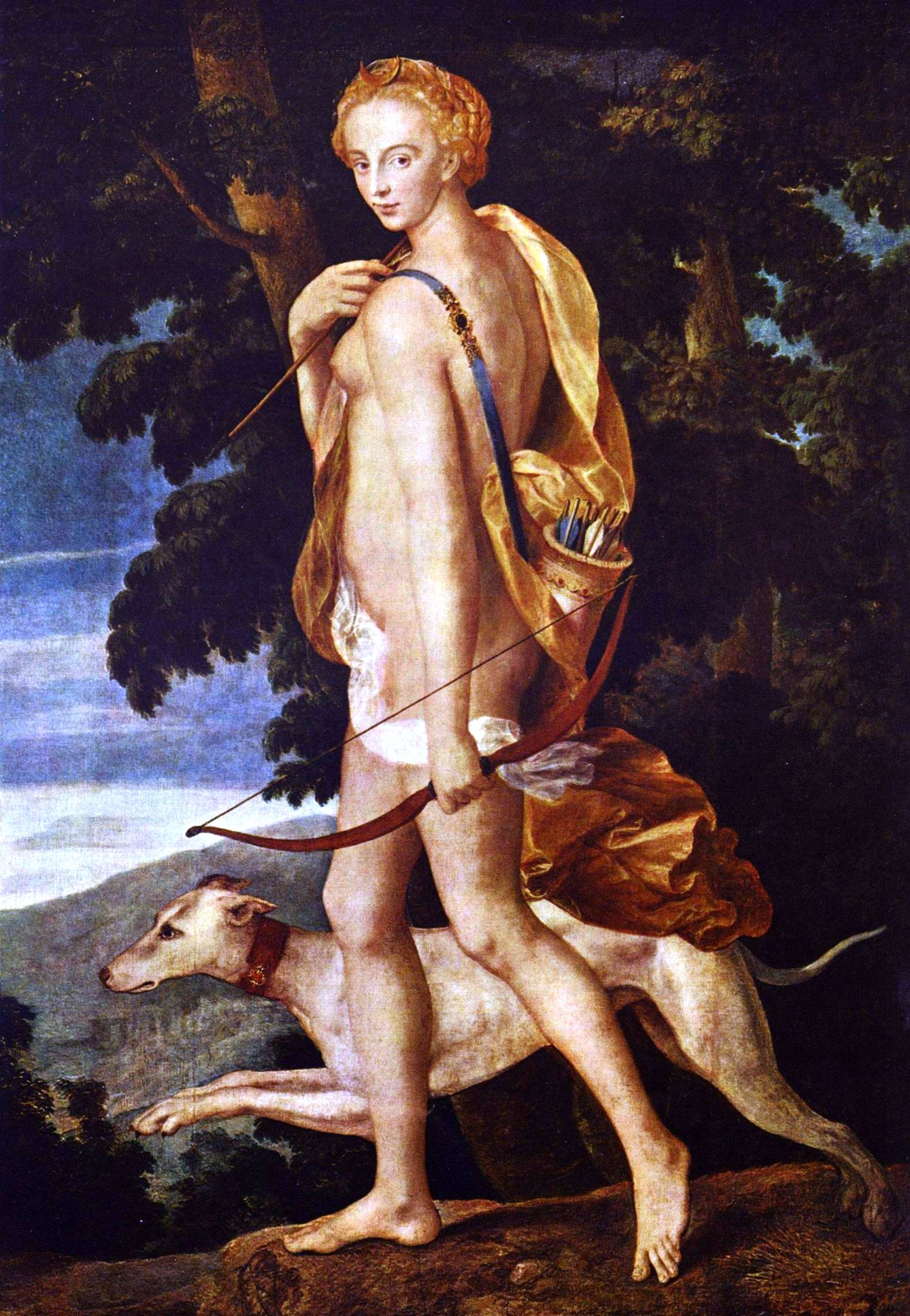
Artemida Meistera der Schule von Fontainebleaua.

Deuteronomion, czyli powtórzenie – poemat filozoficzny Antoniego Langego napisany w 1902. Na poemat składają się 24 sonety (w tym wierszowany prolog i epilog, stanowiące swoistą klamrę kompozycyjną). Kilka spośród prezentowanych w poemacie wierszy znalazło się w późniejszym zbiorze autora, XXVII sonetów (1914). Z kolei sonet Ewolucja pierwotnie stanowił wstęp do Sonetów wedyckich z 1887.
Deuteronomion (deuteronomos, gr. drugie prawo) to w tradycji, powstała prawdopodobnie między 640 i 586 r. p.n.e., piąta księga Pentateuchu opisująca wędrówki Żydów i prawo nadane im przez Mojżesza.
Tytuły kolejno następujących po sobie sonetów to:
- Prolog: samemu sobie,
- I. Płanetniki,
- II. Spowiedź,
- III. Ul,
- IV. Artemis,
- V. Cor Cordium[2],
- VI. Ewolucja,
- VII. Logos,
- VIII. Nirwana,
- IX. Arfa[3],
- X. Lilith,
- XI. Lilla,
- XII. Vaisseau-Fantome[4],
- XIII. Upojenie,
- XIV. Las,
- XV. Jezioro[5],
- XVI. Wyrwidąb i Waligóra,
- XVII. Napierski,
- XVIII. Wenedzi,
- XIX. Atylla,
- XX. Godzina,
- XXI. Śmierć,
- XXII. Palingeneza,
- Epilog: nieznanemu Bogu

Tytuły wszystkich sonetów składających się na poemat nawiązują do wcześniejszych dzieł autora (np. sonet Płanetniki i Powieść o Płanetniku, sonet Godzina i powieść Godzina itd.); stąd zapewne podtytuł dzieła: powtórzenie, choć jednocześnie może on nawiązywać do biblijnej Księgi Powtórzonego Prawa.
Poemat jest hermetyczny i trudny w interpretacji; Lange podejmuje tematykę egzystencjalną i eschatologiczną powziętą z filozofii buddyjskiej, okultyzmu, kosmogonii a nawet Kabały czy orfizmu. Autor dopuszcza się przy tym do licznych intelektualnych i interkulturowych "zabaw" z odbiorcą oraz korzysta z symboliki, języka i terminologii na ogół obcych zwykłemu czytelnikowi. Deuteronomion pełen jest aluzji do Biblii, mitologii greckiej, pism Sanskrytu, legend starosłowiańskich oraz filozofii genezyjskiej Juliusza Słowackiego.
Motywem, który łączy wszystkie sonety jest mistyczna wędrówka poety (określanego zresztą różnie: łowcem żywych snów, sennym płanetnikiem czy znużonym duchem) przez kolejne stadia samoświadomości i duchowej wiedzy o wszechświecie.